# キチンシンク

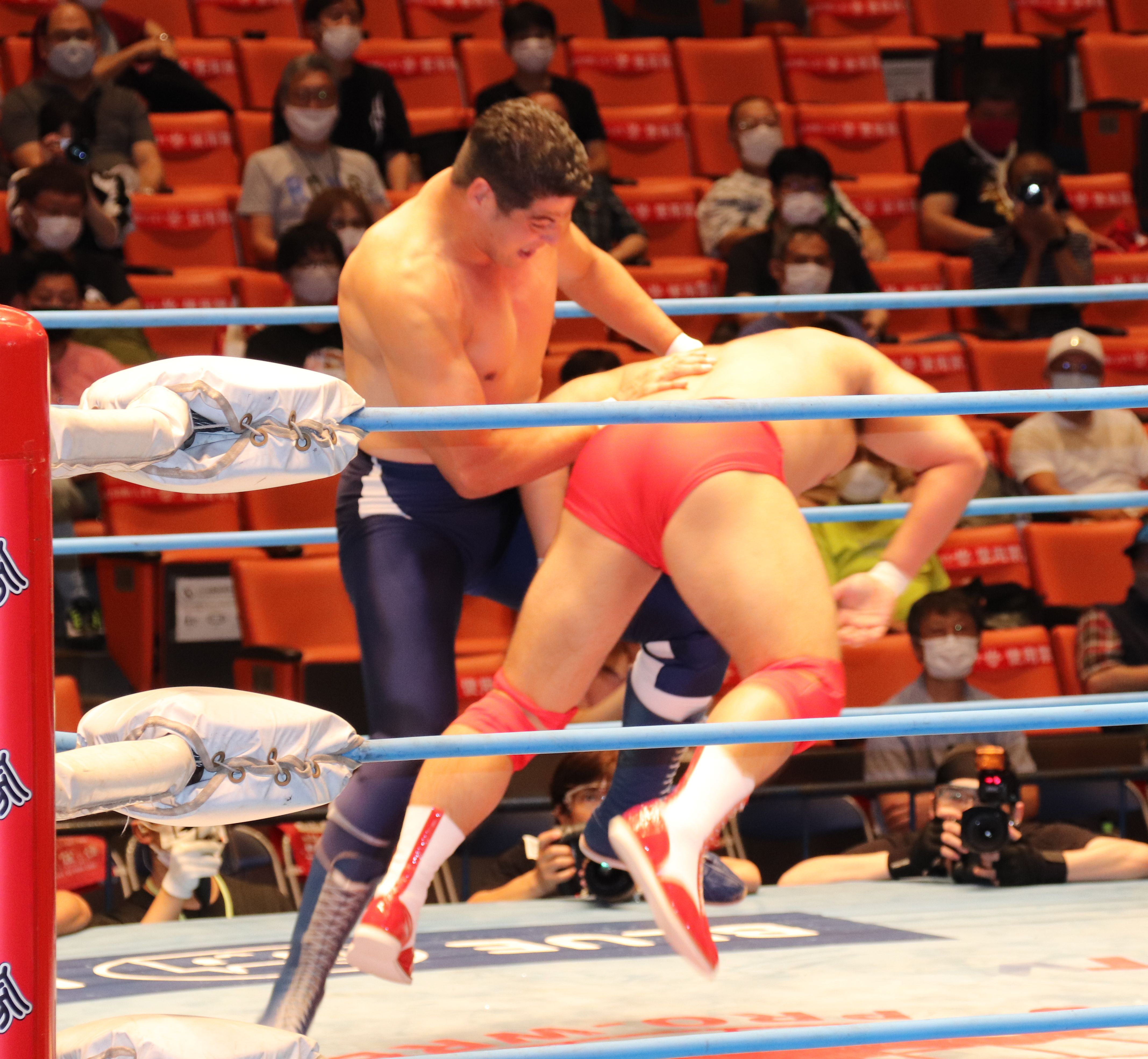
斉藤ジュンによるキチンシンク。

キチンシンクまたはキッチンシンク（Kitchen Sink）は、プロレス技の一種である。

## 概要
相手のみぞおちを目がけて自らの膝を突き刺す打撃技である。第一人者のジン・キニスキーは、相手をロープ際に追い込み、反動で跳ね返ってきた瞬間にこの技を決めた。息子のケリー・キニスキーも使用。日本人選手では、ジャンボ鶴田は突進してきた相手へのカウンター攻撃、小橋建太は河津落としへの移行技として用いた。

## 主な使用者
- ジン・キニスキー
- ニック・ボックウィンクル
- クリス・マルコフ
- サージェント・スローター
- ケリー・キニスキー
- 星野勘太郎
- グレート小鹿
- グレート草津
- 木村健悟
- ジャンボ鶴田
- 長州力
- 川田利明
- 小橋建太
- 高山善廣
- 永田裕志